# Horace A. Hildreth
Horace Augustus Hildreth, född 2 december 1902 i Gardiner, Maine, död 2 juni 1988 i Portland, Maine, var en amerikansk republikansk politiker och diplomat. Han var guvernör i delstaten Maine 1945–1949.
Hildreth utexaminerades 1925 från Bowdoin College. Han avlade 1928 juristexamen vid Harvard Law School.
Hildreth efterträdde 1945 Sumner Sewall som guvernör i Maine. Han förlorade i republikanernas primärval inför senatsvalet 1948 mot Margaret Chase Smith. Hildreth efterträddes 1949 som guvernör av Frederick G. Payne.
Hildreth var USA:s ambassadör i Pakistan 1953–1957.